# Monanthotaxis podocarpa
Monanthotaxis podocarpa là loài thực vật có hoa thuộc họ Na. Loài này được (Diels) Verdc. mô tả khoa học đầu tiên năm 1971.